# Zerowanie
Zerowanie – środek ochrony przeciwporażeniowej dodatkowej w instalacjach elektrycznych, polegający na podłączeniu części przewodzących dostępnych (np. metalowej obudowy urządzenia) z przewodem ochronnym PE lub przewodem ochronno-neutralnym PEN. W warunkach zakłóceniowych (uszkodzenie izolacji) umożliwia samoczynne odłączenie zasilania, poprzez szybkie zadziałanie zabezpieczenia elektrycznego.
Może być stosowane w instalacjach elektrycznych o napięciu do 500 V w układzie sieciowym TN. W układzie tym punkt neutralny zasilającego transformatora jest bezpośrednio uziemiony, natomiast chronione części przewodzące odbiorników są połączone z punktem neutralnym:
- przewodem ochronnym PE w układzie sieciowym TN-S;
- przewodem ochronno-neutralnym PEN w układzie sieciowym TN-C;
- w części układu (zwykle od strony zasilania) przewodem ochronno-neutralnym PEN, a w drugiej części przewodem ochronnym PE w układzie sieciowym TN-C-S;

Nazwa zerowanie pochodzi z czasów, gdy nie wyróżniano osobnych przewodów neutralnych (N) i ochronnych (PE), lecz oprócz przewodów fazowych był jedynie uziemiony przewód zerowy. Pojęcia zerowanie, przewód zerowy oraz sprawdzenie skuteczności zerowania są mocno zakorzenione w języku elektro-instalatorów, choć aktualnie już przestarzałe. Przewód zerowy został zastąpiony przez przewody PE lub PEN – w zależności jaką funkcję spełniają. System ochrony przeciwporażeniowej  w sieciach TN wciąż polega na zerowaniu, czyli metalicznym zamknięciu pętli zwarcia, natomiast w sieciach TT, IT system opiera się na uziemieniu lub sieci ochronnej. Wszystkie wymienione systemy obecnie objęte są ogólniejszym pojęciem systemu samoczynnego wyłączania  zasilania.